# Svečina
Svečina este o localitate din comuna Kungota, Slovenia, cu o populație de 154 de locuitori.